# Седат Пекер
Седат Пекер е определен за шеф на организираната престъпност в Турция. Той публикува поредица от видеоклипове, в които обвинява водещи турски политици в престъпления и зависимости, което довежда до ниското доверие сред обществото към президента Реджеп Ердоган.